# Riya (Fernsehserie)
Riya ist eine Fernseh- und Webserie des indischen Regisseurs Jim Sanjay. Sie ist eine humorvolle Interpretation einer modernen indischen Familie. Ein Vater (Vikas) und eine Tochter (Riya) waren wegen einer zerbrochenen Ehe viele Jahre getrennt. Jetzt taucht Riya plötzlich wieder in Vikas Leben auf und alles ändert sich.

## Zusammenfassung
Riya ist eine Geschichte vom Vater Vikas und seiner Tochter Riya. Sie wurde von ihrem Vater getrennt, als sie noch ein Kleinkind war. Ihre Eltern hatten eine unordentliche Scheidung und beide trennten sich. Das Gericht gewährte ihrer Mutter Beena das volle Sorgerecht für Riya. Vikas hatte ein gebrochenes Herz. Die Zeit vergeht und Vikas wird sehr erfolgreich in seiner korporativen Karriere und jetzt leitet er einen MNC. Das Leben ist für ihn glatt geworden. Er hat eine blühende Karriere und eine schöne Verlobte namens Radha.
Aber Vikas hatte keine Ahnung, dass sein Leben durch die Ankunft seiner Tochter unterbrochen wird, die er seit 15 Jahren nicht mehr gesehen hatte. Vikas entdeckt, dass Riya von zu Hause weggelaufen ist, ohne ihre Mutter zu informieren. Sie erzählt ihrem Vater von ihren Plänen, bis zu ihrem Abschluss bei ihm zu bleiben. Das passt nicht gut zu seiner Verlobten Radha. Es ist offensichtlich geworden, dass Riha für Radha nichts als Ärger ist und sie dafür sorgt, dass sowohl Tochter als auch Vater ihre Gefühle gut kennen.
Radha möchte, dass Raiya in einem Hostel bleibt und Vikas möchte, dass sie bei ihm bleibt. Riya bittet ihren Vater, ihr zu helfen, ein gutes College in der Stadt zu finden. Riya will in die College-Schule gehen, aber sie, der beschützende Vater, will, dass sie in die Uni geht. Schließlich erfährt er, dass seine Tochter in der Lage ist, eine gute Entscheidung über ihre Ausbildung zu treffen. Unterdessen steht seine Beziehung zu seinem Verlobten unter Stress. Vikas versucht, das Gleichgewicht zwischen seinem anspruchsvollen Verlobten und seiner herausfordernden Teenager-Tochter zu finden.

## Musik
Das Titellied Daddy and Daughter, geschrieben von Brian D. Kelley, wird von der weiblichen Hindustani-Sängerin M. M. Manasi (ihr erster veröffentlichter englischer Gesang) aufgeführt.

## Produktion
Die Serie wird von Wreckers Media und SIMPL von Chennai India produziert. Sie behandelt Themen wie Respekt, Vertrauen, Empowerment von Frauen und Bildung.